# Topoľníky
Topoľníky (do roku 1948 slovensky Ňáražd; maďarsky Nyárasd) je obec na Slovensku v okrese Dunajská Streda, na Žitném ostrově, který je částí Podunajské nížiny. Leží 16 km východně od Dunajské Stredy. Nedaleko obce protéká Malý Dunaj, kanál Klátovské rameno a Chotárny kanál. V Horních Topľníkách je termální koupliště.

## Historie
Maďarský název obce je odvozen od maďarského slova nyárfa (= topol) a název Nyárasd tedy znamená něco jako „místo, kde rostou topoly“. Je také základem pro slovenskou podobu Topoľníky zavedenou v roce 1948 .Současná obec vznikla v roce 1940 sloučením obcí Dolný Ňáražd a Horný Ňáražd (tehdy maďarsky Alsónyárasd nebo Felsőnyárasd).
Místo Dolný Ňáražd je poprvé písemně zmiňováno v roce 1113 jako Narias V roce 1720 zde bylo 23 domů a v roce 1828 99 domů a žilo zde 716 obyvatel.
Místo Horný Ňáražd vzniklo ve 13. století na majetku, který král Béla IV daroval bratislavské kapitule a proboštství a je poprvé písemně zmíněno v roce 1451. Původně byly hlavními zdroji příjmů rybolov (lovilil se zde jeseteři) a lov, později je nahradilo zemědělství a chov dobytka. V roce 1720 měla obec mlýn a 29 poplatníků, v roce 1828 138 domů a žilo zde 989 obyvatel.
V letech 1938 až 1945 byla obec na základě první vídeňské arbitráže připojena k Maďarsku.

## Obyvatelstvo
Při sčítání lidu v roce 2011 měly Topoľníky 3 045 obyvatel, z toho 2 690 Maďarů, 186 Slováků, 63 Čechů, 28 Romů, 14 Němců a další. 105 obyvatel nepodalo žádné informace.

## Pamětihodnosti
- Římskokatolický kostel Narození Panny Marie z let 1754-1755, jednolodní původně barokní stavba s polygonálním ukončením presbytáře a věží tvořící součást její hmoty. V polovině 19. století prošel pozdně klasicistickou úpravou.[4]
- Pranýř z roku 1796.[5]
- Barokní sochy sv. Jana Nepomuckého (asi z roku 1759) a sv. Vendelína z roku 1802.[4]
- Památník bitvy, která se odehrála v roce 1849 během Maďarské revoluce 1848–1849.[4]